# Kapitan Blood (powieść)
Kapitan Blood – powieść marynistyczna z gatunku płaszcza i szpady, autorstwa Rafaela Sabatiniego, wydana w roku 1922.

## Krótki opis
Bohaterem powieści jest Peter Blood, irlandzki lekarz, który wplątany w rozgrywki polityczne – powstanie (rebelia Monmoutha) przeciw królowi Jakubowi II – i po bitwie pod Sedgemoor (1685) niesłusznie skazany, zostaje wywieziony statkiem i sprzedany na Barbados jako niewolnik. Tam pracuje wraz z innymi brytyjskimi niewolnikami na plantacji pułkownika Bishopa. Gdy miasteczko Bridgetown zostaje zaatakowane przez hiszpański galeon, Blood wraz z zaufanymi przyjaciółmi ucieka i porywa pozostawiony bez ochrony hiszpański okręt „Cinco Llagas”. Od tej pory, znany już jako Kapitan Blood, staje się wrogiem zarówno angielskiej Korony, jak i Hiszpanów. Rozpoczyna wielką piracką przygodę, w trakcie której przejdzie do legendy ówczesnych Karaibów.

## Ekranizacje
Powieść była kilkakrotnie ekranizowana, najbardziej znany z tych filmów to hollywoodzka produkcja z 1935 r. pod tym samym tytułem (ang. Captain Blood), w której tytułową rolę zagrał Errol Flynn.